# 中国驻曼彻斯特总领事馆
中华人民共和国驻曼彻斯特总领事馆（英語：Consulate-general of the People's Republic of China in Manchester），通称中国驻曼彻斯特总领事馆，简称中国驻曼彻斯特总领馆，是中华人民共和国派驻于大不列颠及爱尔兰联合王国城市曼彻斯特的領事機構，建立于1986年，位于曼彻斯特南部，馆舍Denison House为英格兰二级保护建筑。

## 历史
中国在曼彻斯特设立领事机构的历史最早可以追溯到1932年至1947年间中华民国政府设立的中国驻英吉利国公使馆曼哲斯特副领事馆。1932年，中华民国政府在英国曼哲斯特设置副领事馆。1947年11月16日，中国政府为节约经费，关闭驻曼哲斯特副领事馆。
1954年6月17日，中华人民共和国与英国建立代办级外交关系。1972年3月13日，中国与英国将外交关系升格为大使级外交关系。1984年4月17日，中英两国政府签订《关于在曼彻斯特设立中国总领事馆和在上海设立英国总领事馆的协议》，并于1985年1月14日起生效。1986年6月30日，驻曼彻斯特总领事馆正式开馆。

## 主要职责
中国驻曼彻斯特总领事馆的主要职责包括推动中国与领区内各界的友好往来，发展双边友好合作关系，包括政治、经贸、科技、教育、文化、友好城市等事务，办理护照、签证、公证、认证等业务，向中国公民提供领事保护、协助和服务，维护中国公民的合法权益等。

### 领区
中国驻曼彻斯特总领事馆的领区辖大曼彻斯特地区、默西塞德地区、兰开夏郡、德比郡、西约克地区、南约克地区、北约克郡、达勒姆郡、泰恩－威尔地区。

## 馆舍
中国驻曼彻斯特总领事馆位于曼彻斯特南部，详细地址为“Denison House, 71 Denison Road, Rusholme, Manchester M14 5RX, United Kingdom”。馆舍建筑“Denison House”建于1862年，现已列为英格兰二级保护建筑。